# 丸谷明夫
丸谷 明夫（まるたに あきお、1945年9月5日 - 2021年12月7日）は、日本の吹奏楽指揮者。大阪府立淀川工科高等学校教諭・吹奏楽部顧問、大阪音楽大学客員教授、一般社団法人全日本吹奏楽連盟理事長を務めた。愛称は丸ちゃん。日本の吹奏楽界で知名度の高い指揮・指導者であった。

## 略歴
1945年（昭和20年）9月5日に滋賀県に生まれる。中学生の時に吹奏楽を始める。工業高等学校を卒業後、1964年（昭和39年）に実習助手として大阪府立淀川工業高等学校（現在の大阪府立淀川工科高等学校）に赴任し、同校吹奏楽部を指導しながら大阪工業大学に通う。教員免許を取得後、電気科の授業を担当。
1974年（昭和49年）に全日本吹奏楽コンクール全国大会に関西代表として初出場。翌1975年（昭和50年）の全国大会で金賞を初受賞。1988年（昭和63年）の全国大会では、指揮者として全国大会に通算15回出場した功績により「長年出場指揮者表彰」を受ける。1989年（平成元年）の全国大会で5年連続の金賞受賞を達成、その功績により翌1990年（平成2年）、全国大会に招待され「特別演奏」と銘打ったエキシビション演奏を披露した。2021年（令和三年）12月現在、全日本吹奏楽コンクール高校の部に通算41回出場、そのうち32回金賞を獲得しており、いずれも全国最多を記録している。その活躍により、2014年（平成26年）に大阪文化賞を受賞した。
2011年（平成23年）1月1日に大阪府立淀川工科高等学校より「名誉教諭」の称号を与えられる。2013年5月24日に一般社団法人全日本吹奏楽連盟副理事長から理事長となる。2014年4月に大阪音楽大学特任教授から客員教授となる。2021年5月の定時総会をもって4期8年務めた理事長を退任した。
2021年（令和3年）12月7日、膵頭部がんのため、死去。76歳没。
2022年（令和4年）11月20日、「丸谷明夫先生ありがとう」と題した偲ぶ会が大阪城ホールで開催され、淀工吹奏楽部や卒業生、府内の吹奏部選抜に市立尼崎高校など、およそ300名による合同演奏で追悼された。

## 人物
- 小学生の時に母親を亡くし、父親の仕事もうまくいかず、貧乏生活を送っていたという[10]。
- 2014年（平成26年）に引退を考えていたが、生徒からのメールを受けさらに勉強を続けていくとインタビューで語っている[16]。
- 自主性を尊重する[17]。
- 2021年（令和3年）には体調を崩したことで吹奏楽部の指導が難しくなり、生徒の判断によって淀川工科高等学校は第69回全日本吹奏楽コンクールの予選となる第71回関西吹奏楽コンクールへの出場を辞退した[18]。

## メディア出演
テレビ
- ETV特集名物先生シリーズ〜一緒にええ音作ろう（1999年、NHK教育）[19]
- ドキュメントにっぽん〜みんなで吹いたら日本一（2000年、NHK総合）[19]
- ブラスの星、淀工（2002年、朝日放送）[19]
- ニュースステーション（2002年、朝日放送）[19]
- 1億人の大質問!?笑ってコラえて!〜吹奏楽の旅（2004年、日本テレビ）[19]
- 題名のない音楽会（2009年5月17日[20]、2009年5月24日[20]2012年10月14日[21]、2014年6月15日[22]、2014年6月22日[23]、2014年11月23日[1]、テレビ朝日）
- 地方発 ドキュメンタリー〜「自分の心が音やねん」（2014年12月2日、NHK総合）[24]

ラジオ
- 吹奏楽の時間（2011 - 2021年、朝日放送ラジオ）[19] - 生前唯一のレギュラー番組
- おはようパーソナリティ道上洋三です（朝日放送ラジオ） - 音楽関連の話題を取り上げる場合や、番組から派生したコンサートを開催する場合に随時出演。

記事
- 「ひと」コーナー - 2013年6月18日、朝日新聞[12]
- 2013年10月28日、朝日新聞[12]
- 2014年10月27日、朝日新聞[25]

## 作品
書籍
- 吹奏楽ハンドブック ISBN 978-4-636-86423-6
  - 発行年月：2011年4月
  - 販売元：ヤマハミュージックメディア
- 必ず役立つ吹奏楽ハンドブック からだメンテナンス編 ISBN 978-4-636-90089-7
  - 発行年月：2014年1月
  - 販売元：ヤマハミュージックメディア

CD
- マルタニズム[26]
  - 品番：AVCL-25743
  - 発売日：2012年8月8日
  - 発売元：avex-CLASSICS

DVD
- マルタニズム 完全版
  - 品番：AVBL-25531
  - 発売日：2012年8月29日
  - 発売元：avex-CLASSICS

Blu-ray
- マルタニズム 完全版
  - 品番：AVXL-25532
  - 発売日：2012年8月29日
  - 発売元：avex-CLASSICS

## 受賞歴
- 第1回音楽教育復興賞（1992年）[19]
- 第54回読売教育賞（2005年、読売新聞社）[19]
- 大阪市市民表彰 文化功労（2010年、大阪市）[19]
- 平成26年度大阪文化賞（2014年、大阪府）[2]